# Karnavedha

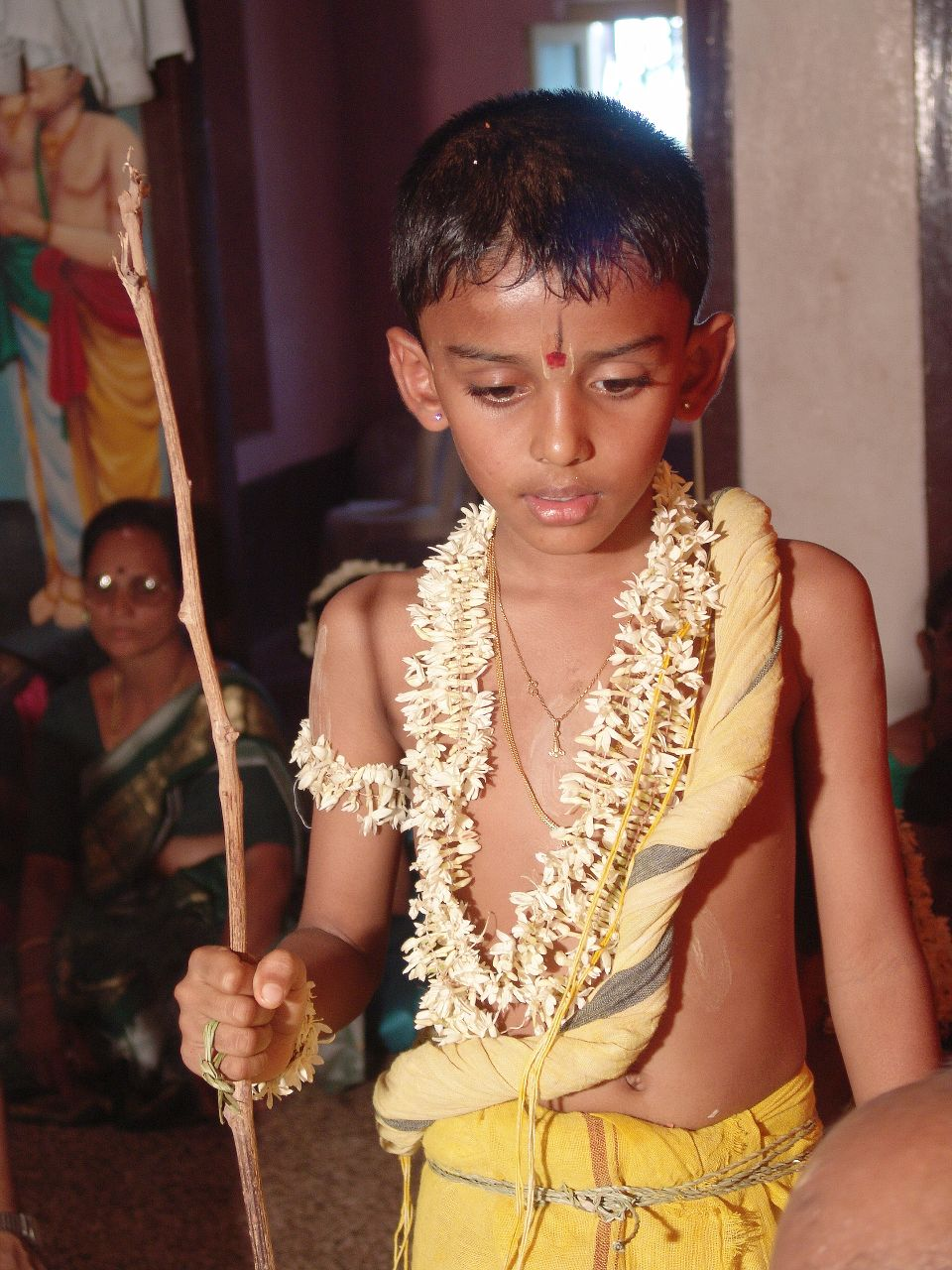
Jeune garçon aux oreilles percées venant de passer le Karnavedha

Le Karnavedha  (sanskrit: कर्णवेध) est un rite de l'hindouisme, un samskara. Il consiste à percer les oreilles de son enfant. Si dans l'antiquité cette tradition pouvait s'effectuer sur les enfants garçons et filles, de nos jours il est plus courant de voir cette cérémonie faite sur les filles uniquement. Le symbole est le fait d'ouvrir les oreilles au monde. L'histoire de l'hindouisme a créé des critères de qualités de bijoux (or, argent) à suivre suivant la caste à laquelle l'enfant appartient. Elle raconte aussi que des boucles d'oreilles peuvent apporter la protection face aux maux.